# Erich von Brückner
Pour les articles homonymes, voir Bruckner.
Erich von Brückner (né le 2 septembre 1896 et mort en avril 1949) est un officier supérieur allemand de la Seconde Guerre mondiale. Il a reçu la prestigieuse croix de chevalier de la croix de fer en 1945.

## Biographie
Erich Wilhelm Ludwig Josef von Brückner naît le 2 septembre 1896, à Metz, une ville de garnison animée d'Alsace-Lorraine. Avec sa ceinture fortifiée, Metz est alors la première place forte du Reich allemand, constituant une véritable pépinière d'officiers supérieurs et généraux. Comme son compatriote Rudolf Schmundt, le jeune Erich se tourne naturellement vers le métier des armes.

### Première Guerre mondiale
Erich von Brückner s’engage le 7 août 1914 comme sous-officier au 14e régiment d’infanterie royal bavarois (de) de Nuremberg. Après la formation militaire de base, Erich von Brückner suit une formation pour les Fahnenjunker à Döberitz. Le 21 janvier 1915, il monte au front avec sa compagnie. Fähnrich le 4 février 1915, von Brückner est promu Leutnant, sous-lieutenant, le 24 juin de la même année. Il gardera ce grade jusqu’à la fin des hostilités. Erich von Brückner participe aux combats de Münster, en Alsace, avant d’être blessé à la jambe par une mine, le 26 août 1915. Le 19 octobre, von Brückner rejoint sa compagnie et participe aux combats sur la Somme. Nommé officier au IIIe bataillon, il est de nouveau blessé à la mâchoire. Toujours dans le même régiment, von Brückner prend le commandement de différentes compagnies d’août 1918 à décembre 1918.

### Entre-deux-guerres
Après guerre, en mai 1919, Erich von Brückner est nommé officier d’ordonnance dans le 48e régiment d’infanterie de la Reichswehr, puis dans le 46e régiment. Von Brückner est promu Oberleutnant, lieutenant, en 1922. Affecté dans une compagnie motorisée à Nuremberg, il est nommé Hauptmann, capitaine, le 15 septembre 1934. Il est nommé chef de compagnie en 1935, dans un régiment de lutte antichar. Promu Major, commandant, le 31 juillet 1937, Brückner se spécialise dans le commandement des troupes blindées, suivant plusieurs formations à Coblence, Wünsdorf. Le 25 janvier 1939, le commandant von Brückner commande la 34e section de lutte antichar.

### Seconde Guerre mondiale
À la déclaration de la guerre en septembre 1939, le commandant von Brückner est envoyé sur le front en Sarre et dans le Palatinat. Le 15 janvier 1940, il est mis en réserve. Brückner ne participe pas à la campagne de France et reprend son service le 31 juillet 1940, à la tête du 12e Panzerjäger-Abteilung, un bataillon motorisé anti-char. le 1er décembre 1940, il est promu Oberstleutnant, lieutenant-colonel. Il sera envoyé sur le front de l’Est avec ce bataillon. Erich von Brückner est promu Oberst, colonel, le 15 mai 1942. En juillet 1942, il commande une colonne blindée de la 7e Panzerdivision. Il prend le commandement du 7e Schützen-Regiment avant d’être envoyé au centre de commandement de Bordeaux. 
Le 30 août 1942, Brückner prend le commandement du 126e Panzergrenadier-Regiment. Il reste dans la 23e Panzerdivision jusqu’en 1943. Le 1er mars 1943, il est nommé Kommandeur du 963e Afrika-Schützen-Regiment. Le 7 juin, il prend le commandement du 966e régiment d’infanterie de forteresse jusqu’en octobre 1943. Brückner prend le commandement des troupes blindées dans le secteur opérationnel X (Wehrkreis X). Le 28 septembre 1944, il est nommé commandant du 1er Jäger-Regiment « Brandenburg ». 
Le 11 mars 1945,  après les combats de Kalisch, le colonel Erich von Brückner, reçoit, en tant que commandant de régiment, la croix de chevalier de la croix de fer. Son régiment recule pourtant dans les combats de Kutno, Konin, Schrimm et Lissa. Même si le groupe de combat du colonel von Brückner se retire de Fraustadt et de Glogau, il a contribué de manière significative à la stabilisation de la situation sur l'Oder. Le 17 mars 1945, Erich von Brückner est fait prisonnier par les alliés, qui ne le libéreront qu’en 1948. 
Erich von Bruckner décéda peu après sa libération, en avril 1949.

## État des services
- Oberst : 15 mai 1942[3]
- Oberstleutnant : 20 novembre 1940[3]
- Major : 31 juillet 1937
- Hauptmann :  2 février 1935 -
- Hauptmann : 13 septembre 1934
- Oberleutnant : 31 janvier 1927
- Oberleutnant : 30 novembre 1922
- Leutnant : 24 juin 1915
- Fähnrich : 4 février 1915

## Distinctions
- Eisernes Kreuz 2e classe, le 25 juin 1915[5].
- Militärverdienstkreuz, mit Schwertern, le 26 juin 1915[3].
- Militärverdienstorden, mit Schwertern, 4e classe, le 14 février 1917[3].
- Österreichisches Militärverdienstkreuz mit Kriegsdekoration, 3e classe, le 4 avril 1917[3].
- Verwundetenabzeichen en bronze, le 16 juin 1918.
- Eisernes Kreuz, 1re classe, le 23 juin 1918[3].
- Ehrenkreuz für Frontkämpfer, le 22 février 1935.
- Dienstauszeichnung der Wehrmacht, 4e classe, le 2 octobre 1936.
- Spange zum Eisernen Kreuz, 2e classe, le 14 janvier 1940[5].
- Spange zum Eisernen Kreuz, 1re classe, le 1er juillet 1941[5],[3].
- Deutsches Kreuz en or, le 25 mars 1942[5],[3].
- Verwundetenabzeichen en argent, le 4 juillet 1942[5].
- Medaille Winterschlacht im Osten 1941/42, le 25 juillet 1942[3].
- Panzer-Kampfabzeichen le 3 octobre 1943[3].
- Ritterkreuz des Eisernen Kreuzes, le 11 mars 1945[5],[3].